# Porte-coton

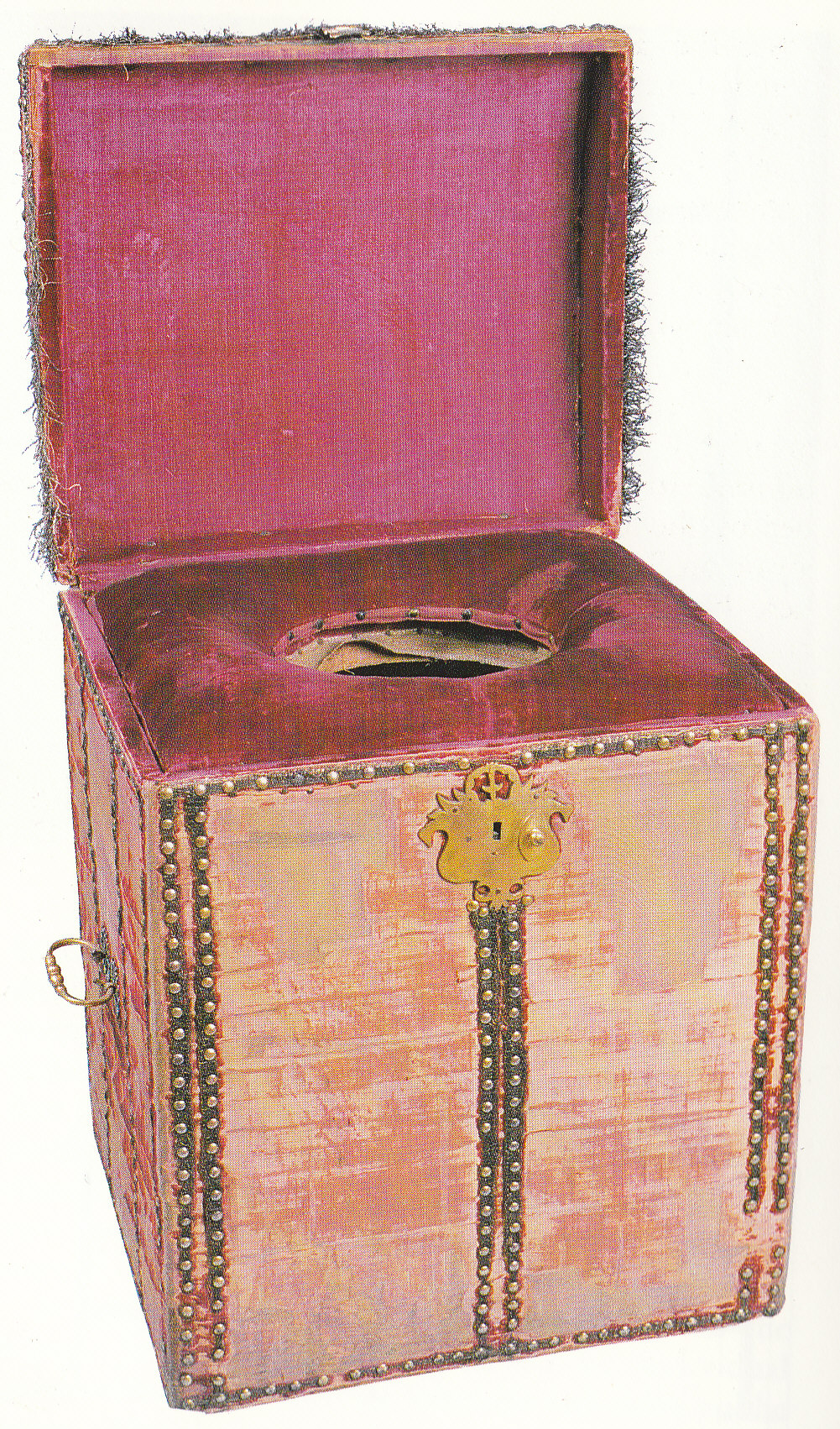
Chaise percée, vers 1650, Royal collection of the United Kingdom, Hampton Court, Royaume Uni

Le porte-coton était une charge consistant à assister le roi lors de la satisfaction de ses besoins naturels ; il est employé au service des latrines.

## Usages dans le monde

### En Angleterre
En Angleterre, ce poste était occupé par The Groom of the Stool/Stole (« valet du tabouret »). Au début du règne de Henri VIII d'Angleterre, ce titre était donné à un favori par le roi. C'était un fils d'un noble important ou d'un membre de la gentry. Avec le temps, ils étaient amenés à agir comme secrétaire personnel du roi, s'occupant de diverses tâches administratives variées dans les appartements royaux. La fonction était prisée du fait de l'accès à l'attention du roi.
Sir Henry Norreys, Groom of the Stool d'Henri VIII d'Angleterre, fut exécuté pour avoir (peut-être) eu une relation avec Anne Boleyn. Édouard VI d'Angleterre, successeur d'Henri VIII d'Angleterre, abolit ce privilège.

### En France
Durant le règne de Louis XIV, un officier de la garde-robe du roi nommé porte-coton présentait la serviette au Roi-Soleil afin que celui-ci puisse s'essuyer après avoir été sur la « chaise ». La serviette souillée était ensuite remise sur un plateau et l’officier devait l'emporter avec lui. Associée à cette fonction, il existait également un porte-chaise ou « porte-chaise d'affaires ». Le tissu utilisé était généralement en coton ou un linge de filasse brodée
Une caricature signée du peintre Horace Vernet, datant de 1846, représente Louis XVIII et son porte-coton.

## Évocations
Dans le langage courant, un porte-coton est, par extension, un homme plutôt méprisable, prêt à exécuter les plus basses besognes.
Dans la marine, le porte-coton est un aspirant affecté au service d'un gradé et chargé de garder en réserve ses gants de coton blanc.